# Gertraut Last
Gertraut Last (auch Gertraud, * 7. Mai 1921 in Stolp; † 6. Dezember 1992 in Berlin) war eine deutsche Schauspielerin.

## Leben
Gertraut Last war über viele Jahre hinweg die Leiterin des Künstlerischen Betriebsbüros des Deutschen Theaters in Ost-Berlin. Als Schauspielerin vor der Kamera wirkte Last von 1971 bis 1992 in mehr als 70 Film-und-Fernsehproduktionen mit. Sie spielte in DEFA-Filmen und in Fernsehserien des Deutschen Fernsehfunks mit, wobei sie allerdings oftmals in einer Nebenrolle besetzt wurde.
Gertraut Last starb im Dezember 1992 im Alter von 71 Jahren in Berlin.

## Filmografie
- 1971: Pygmalion XII (Fernsehfilm)
- 1972: Leichensache Zernik
- 1973: Die Brüder Lautensack (Fernsehserie, 3 Folgen)
- 1973: Eva und Adam oder Drum prüfe! (Fernsehfilm, 4. Teil)
- 1974: Rückkehr als Toter (Fernsehfilm)
- 1974: Spätsaison (Fernsehserie, 1 Folge)
- 1974: … verdammt, ich bin erwachsen
- 1975: Mein lieber Mann und ich (Fernsehfilm)
- 1975: Blumen für den Mann im Mond
- 1976: Das Mädchen Krümel (Fernsehserie, 1 Folge)
- 1976: Liebesfallen
- 1976: Die Leiden des jungen Werthers
- 1976: Der Weg ins Nichts (Fernsehfilm)
- 1976: Das unsichtbare Visier (Fernsehserie, 1 Folge)
- 1976–1988: Polizeiruf 110 (Krimiserie, 6 Folgen)
- 1977: Camping – Camping (Fernsehfilm)
- 1977: Happy End (Fernsehfilm)
- 1977: Auftrag: Überleben (Fernsehfilm)
- 1977: Tod und Auferstehung des Wilhelm Hausmann (Fernsehfilm)
- 1979: Spuk unterm Riesenrad (Fernsehserie, 1 Folge)
- 1979: Abschied vom Frieden (Fernsehserie, 2 Teile)
- 1979: Einfach Blumen aufs Dach
- 1979: Die Rache des Kapitäns Mitchell (Fernsehfilm)
- 1979: Spurensucher (Fernsehfilm)
- 1979: Schatzsucher
- 1980: Glück im Hinterhaus
- 1980: Die Heimkehr des Joachim Ott (Fernsehfilm)
- 1980: Der Baulöwe
- 1980: Meines Vaters Straßenbahn (Fernseh-Zweiteiler)
- 1980: Don Juan – Karl-Liebknecht-Str. 78
- 1980: Die Verlobte
- 1980: Nicht verzagen, Trudchen fragen (Fernsehfilm)
- 1980: Meines Vaters Straßenbahn (Fernsehfilm)
- 1981: Hochhausgeschichten (Fernsehserie, 1 Folge)
- 1981: Pugowitza
- 1981: Als Unku Edes Freundin war
- 1981: Sing, Cowboy, sing
- 1981: Suturp – Eine Liebesgeschichte (Fernsehfilm)
- 1981: Feuerdrachen (Fernsehserie, 1 Folge)
- 1981: Trompeten-Anton
- 1982: Generalprobe (Fernsehfilm)
- 1982: Der lange Ritt zur Schule
- 1982: Sabine Kleist, 7 Jahre…
- 1982: Das Graupenschloß (Fernsehfilm)
- 1983: Schwierig sich zu verloben
- 1983: Insel der Schwäne
- 1983: Automärchen
- 1983: Zille und ick
- 1983: So wie du lebst (Fernsehfilm)
- 1983: Unser bester Mann (Fernsehfilm)
- 1983: Moritz in der Litfaßsäule
- 1984: Die vertauschte Königin
- 1984: Klassenkameraden (Fernsehfilm)
- 1984: Ach du meine Liebe (Fernsehfilm)
- 1985: Die Frau und der Fremde
- 1985: Meine Frau Inge und meine Frau Schmidt
- 1985: Gritta von Rattenzuhausbeiuns
- 1985: Mein lieber Onkel Hans (Fernsehfilm)
- 1985: Der Doppelgänger
- 1985: Die dritte Frau (Fernseh-Zweiteiler)
- 1986: Treffpunkt Flughafen (Fernsehserie, 1 Folge)
- 1986: Zahn um Zahn – Die Praktiken des Dr. Wittkugel (Fernsehserie, 2 Folgen)
- 1987: Leute sind auch Menschen (Fernsehserie)
- 1987: Mensch Hermann (Fernsehserie, 1 Folge)
- 1987: Schauspielereien (Fernsehserie, 2 Folgen)
- 1987: Sansibar oder Der letzte Grund (Fernsehfilm)
- 1987: Hasenherz
- 1987: Käthe Kollwitz – Bilder eines Lebens
- 1988: Der Geisterseher (Fernsehfilm)
- 1988: Der Staatsanwalt hat das Wort (Fernsehserie, 1 Folge)
- 1988: Der Eisenhans
- 1988: Mensch, mein Papa… !
- 1989: Die Galgenbrücke (Fernsehfilm)
- 1989: Späte Ankunft (Fernseh-Zweiteiler)
- 1989: Der Drache Daniel
- 1990: Marie Grubbe (Fernsehfilm)
- 1992: Die Lügnerin